# 360 flip
Le 360 flip (également appelé 3-6 flip ou encore tré-flip), est une figure (ou trick) de skateboard inventée par Rodney Mullen à la fin des années 1980. Il fut rendu populaire par le pro-skateur et acteur Jason Lee. On le voit très souvent dans des vidéos de skate comme trick de transition entre deux spots.
Cette figure a également été adaptée au fingerboard (le joueur fait tourner une planche de dimensions adaptées sous ses doigts).

## Principe
Ce trick est en quelque sorte un hybride entre le kickflip et le 360 shove-it (double shove-it). Le but de cette figure est de faire effectuer à la planche un tour complet de 360° autour d'un axe vertical, tout en la faisant vriller sur elle-même à la manière d'un kickflip.
Pour effectuer ce trick, le skateur place ses pieds en position normale (comme pour un ollie), à ceci près qu'il prend soin de faire dépasser légèrement de la planche les orteils de son pied arrière. Il peut également s'avérer judicieux de tourner légèrement la pointe de l'autre pied vers l'avant. Lors de la figure, le skateur se sert de son pied arrière pour assurer la rotation de 360° horizontal, alors que son pied avant se charge du kickflip.

## Variante
Le 3-6 flip est en réalité une variante du varial flip, pour lequel la rotation serait double (360° au lieu de 180°). On évite toutefois l'appellation double varial flip (en effet le double varial flip serait un 360°double flip), cette façon d'appeler le trick ne permettant pas de s'assurer ce qui, du varial ou du flip, a été doublé.